# Яннік Пандор
Яннік Пандор (фр. Yannick Pandor, нар. 1 травня 2001, Марсель, Франція) — коморський футболіст, воротар французького клубу «Ланс» та національної збірної Коморських островів.

## Ігрова кар'єра

### Клубна
Яннік Пандор народився у французькому місті Марсель і займатися футболом почав у школі місцевого клубу.
Та у 2018 році Пандор перейшов до іншого клубу Ліги 1 «Ланс». Де зайняв місце основного воротаря у резервному складі «Ланса», який виступає у Національному чемпіонаті. У липні 2022 року воротар підписав з клубом професійний контракт, дія якого до 2023 року.

### Збірна
У 2022 році Яннік Пандор представлял збірну Коморських островів (U-20) на турнірі Моріса Ревелло. 25 березня 2022 року у товариському матчі проти команди Ефіопії Яннік Пандор дебютував у складі національної збірної Коморських островів.